# Az Oregon State Beavers amerikaifutball-csapata
Az Oregon State Beavers amerikaifutball-csapata a Pac-12 Conference tagjaként az NCAA I-es divíziójának Football Bowl aldivíziójában képviseli az Oregoni Állami Egyetemet. Az 1893-ban alapított csapat hazai létesítménye a Corvallisben található Reser Stadion.
Mérkőzéseiket a középhullámú KEX rádióadó közvetíti. Bemondói Mike Parker és Ron Callan, elemzője Jim Wilson.

## Története
1892 májusáig az egyetemen tiltott volt a sport, de Benjamin Arnold rektor halála után utódja, John Bloss feloldotta a tiltást. Az 1893-ban létrejött csapat első edzője Bloss fia, William volt, aki egyben quarterbackként is játszott. Első, 64–0-ra megnyert mérkőzésüket 1893. november 11-én játszották az Albany Főiskola ellen.

### Vezetőedzők
Forrás:
- Will Bloss (1893)
- Guy Kennedy (1894)
- Paul Downing (1895)
- Tommy Code (1896)
- Will Bloss (1897)
- Hiland Orlando Stickney (1899)
- Fred Herbold (1901–1902)
- Thomas L. McFadden (1903)
- Allen Steckle (1904–1905)
- Fred Norcross (1906–1908)
- Sol Metzger (1909)
- George Schildmiller (1910)
- Sam Dolan (1911–1912)
- E. J. Stewart (1913–1915)
- Joseph Pipal (1916–1917)
- Homer Woodson Hargiss (1918–1919)
- Red Rutherford (1920–1923)
- Paul J. Schissler (1924–1932)
- Lon Stiner (1933–1942; 1945–1948)
- Kip Taylor (1949–1954)
- Tommy Prothro (1955–1964)
- Dee Andros (1965–1975)
- Craig Fertig (1976–1979)
- Joe Avezzano (1980–1984)
- Dave Kragthorpe (1985–1990)
- Jerry Pettibone (1991–1996)
- Mike Riley (1997–1998; 2003–2014)
- Dennis Erickson (1998–2002)
- Gary Andersen (2015–2017)
- Cory Hall (2017, ideiglenesen)
- Jonathan Smith (2018–2023)
- Kefense Hynson (2023, ideiglenesen)
- Trent Bray (2023–)

## Konferenciatagságok
- Oregon Intercollegiate Football Association (1893–1897)
- Független (1897–1901, 1903–1907, 1909–1911, 1950–1953)[7]
- Northwest Intercollegiate Athletic Association (1902, 1908, 1912–1914)[8]
- Pacific Coast Conference (1915–1958)
- Pac-12 Conference (1963–)

## Bajnokságok

### Konferenciabajnokságok
Négy konferencia alatt hét bajnokságot nyertek (az AIAW és a Pacific-10 a Pac-12 jogelődjei):
| Év           | Konferencia                                  | Vezetőedző      | Eredmény    | Eredmény    |
| Év           | Konferencia                                  | Vezetőedző      | Összesített | Konferencia |
| ------------ | -------------------------------------------- | --------------- | ----------- | ----------- |
| 1893         | Oregon Intercollegiate Football Association  | Will Bloss      | 5–1         | 3–0         |
| 1894         | Oregon Intercollegiate Football Association  | Will Bloss      | 6–0         | 3–0         |
| 1941         | Pacific Coast Conference                     | Lon Stiner      | 8–2         | 7–2         |
| 1956         | Pacific Coast Conference                     | Tommy Prothro   | 7–3–1       | 6–1–1       |
| 1957†        | Pacific Coast Conference                     | Tommy Prothro   | 8–2         | 6–2         |
| 1964†        | Athletic Association of Western Universities | Tommy Prothro   | 8–3         | 3–1         |
| 2000†        | Pacific-10 Conference                        | Dennis Erickson | 11–1        | 7–1         |
| †: megosztva |                                              |                 |             |             |

### Egyéb bajnokságok
1897 Champions of the Northwest
Az 1897-es szezont 5–0-s eredménnyel zárták, négy ellenfelük a mérkőzésen nem szerzett pontot. Összesített eredményük 164–8 lett, ezzel másodjára is kijutottak az Oregon Intercollegiate Football Association bajnokságára.
Győzelmeikkel magukat „az északnyugat bajnokainak” nevezték.
1907 Champions of the Northwest
Az 1907-es szezonban konferenciafüggetlenként játszottak. Hat mérkőzésük egyikén sem szerzett az ellenfél pontot, összesített eredményük 137–0 lett. A hálaadás napján a St. Vincent’s College Saints elleni győzelmükkel „a nyugati part bajnokai” lettek. Ez az egyetlen ilyen eredményű szezonjuk.

## Bowlmérkőzések
A Beavers húsz bowlmérkőzést játszott. A Mirage Bowlt a hagyományos szezon keretén belül rendezték meg, az 1960-as Gotham Bowlon pedig ellenfél hiányában nem tudtak részt venni.

## Hazai létesítmény
Hazai létesítményük az 1953-ban átadott Reser (korábban Parker) Stadion, melynek eredeti befogadóképessége huszonötezer fő volt, ezt 2005 és 2016 között 43 363-ra növelték. 2021. február 4-én újabb átalakítást jelentettek be. A 2022-es szezonban huszonhatezer főt tudott befogadni, a 2023-ban elkészült felújítás után 35 548 férőhelyes lett.

## Riválisaik

### Oregon Ducks
Campusaik közelsége miatt a Beavers és az Oregon Ducks csapatai 1894 óta rivalizálnak. A szezon utolsó alkalmával játszott Civil War Game során a Kacsacsőrű emlős-trófeáért küzdenek.

### Washington State Cougars
1895-ben a Beavers 41–35-re kikapott a Washington State Cougarstól. A rivalizálás átalakult, mivel a Pac-12 Conference tizenkét tagjából tíz távozott, csak az OSU és a WSU maradt benne.

### Northwest Championship
Az 1903-ban kezdődött körmérkőzések során a Beavers, a Ducks, a Cougars, valamint a Washington Huskies csapatai játszanak egymással. A győztes kupát nem kap, valamint a mérkőzéssorozatot egy szervezet sem ismeri el, viszont 2002-ben a Huskies játékosai erre az alkalomra készült mezt viseltek.

## Díjak és kitüntetések

### Országos díjak
Játékosok
- Heisman-trófea
  - Terry Baker (1962)
- Maxwell-díj
  - Terry Baker (1962)
- Groza-díj
  - Alexis Serna (2005)
- Biletnikoff-trófea
  - Mike Hass (2005)
  - Brandin Cooks (2013)
- Chic Harley-díj
  - Terry Baker (1962)
- Paul Hornung-díj
  - Jack Colletto (2002)
- National Football Foundation év sportolója
  - Mike Kline (1961)
  - Terry Baker (1962)
- UPI év egyetemista amerikaifutball-játékosa
  - Terry Baker (1962)
- Sports Illustrated év sportolója
  - Terry Baker (1962)
- Sporting News év egyetemista amerikaifutball-játékosa
  - Terry Baker (1962)
- College Football Network év elkapója
  - Anthony Gould (2022)
- Évfordulós ezüstdíj
  - Terry Baker (1988)
  - Pellom McDaniels (2015)[28]
- NCAA inspirációs díj
  - Esera Tuaolo (2024)[29]

Edzők
- Sporting News év edzője
  - Dennis Erickson (2000)
- AFCA 5-ös régió év edzője
  - Mike Riley (2008, 2012)
  - Jonathan Smith (2022)
- Amos Alonzo Stagg-díj
  - John Cooper (2016)

### Konferenciadíjak
- Pac-12 év játékosa
  - Jacquizz Rodgers (2008)
- Pac-12 év védőjátékosa
  - Bill Swancutt (2004†)
  - Stephen Paea (2010)
- Pac-12 év gólyajátékosa
  - Brandon Browner (2003)
  - Jeremy Perry (2005†)
  - Jacquizz Rodgers (2008)
  - Jermar Jefferson (2018)
  - Damien Martinez (2022)
- Pac-12 év edzője
  - Dave Kragthorpe (1989)
  - Dennis Erickson (2000)
  - Mike Riley (2008)
  - Jonathan Smith (2022†)
- Pop Warner-trófea
  - Joe Francis (1957)
  - Terry Baker (1962)
  - Vern Burke (1963)
  - Pete Pifer (1966)
- W. J. Voit-emléktrófea
  - Terry Baker (1962)
  - Vern Burke (1963)
  - Pete Pifer (1966)
- Morris-trófea
  - Esera Tuaolo (1989)
  - Inoke Breckterfield (1998)
  - Bill Swancutt (2004)
  - Stephen Paea (2008, 2009)

†: megosztva

### All-America
A csapat 53 játékosa nyerte el a szavazás első körében az All-America elismerést, közülük nyolcan konszenzussal (a voksok legalább felével) és ketten egyöntetűen (a szavazatok száz százalékával).
- Herman Abraham (1916)
- Gap Powell (1921)
- Howard Maple (1928)
- Red Franklin (1933)
- Tar Schwammel (1933)
- Eberle Schultz (1939)
- Vic Sears (1940)
- Quentin Greenough (1941)
- Bill Gray (1946)
- John Witte (1955, 1956†)
- Ted Bates (1958†)
- Terry Baker (1962‡)
- Vern Burke (1963†)
- Jack O’Billovich (1964)
- Rich Kooper (1964)
- Jess Lewis (1967)
- Jon Sandstrom (1967)
- John Didion (1967, 1968‡)
- Bill Enyart (1968)
- Craig Hanneman (1970)
- Steve Brown (1972)
- Steve Coury (1979)
- Fletcher Keister (1992)
- Inoke Breckterfield (1998)
- Ken Simonton (2000)
- DeLawrence Grant (2000)
- Chris Gibson (2000)
- Richard Seigler (2000)
- Dennis Weathersby (2001, 2002)
- Mitch Meeuwsen (2001)
- Steven Jackson (2002, 2003)
- Brandon Browner (2003)
- Mitch Meeuwsen (2004)
- Mike Hass (2004, 2005)
- Alexis Serna (2005)
- Jeremy Perry (2005)
- Sammie Stroughter (2006)
- Roy Schuening (2007)
- Andy Levitre (2008)
- Jacquizz Rodgers (2009)
- James Rodgers (2009)
- Stephen Paea (2010†)
- Jordan Poyer (2012†)
- Brandin Cooks (2013†)
- Hamilcar Rashed Jr. (2019)
- Anthony Gould (2022)
- Brandon Kipper (2022)
- Taliese Fuaga (2023)

†: konszenzussal ‡: egyöntetűen

### College Football Hall of Fame
| Év   | Név             | Pozíció       | Szezonok  |
| ---- | --------------- | ------------- | --------- |
| 1982 | Terry Baker     | quarterback   | 1960–1962 |
| 1991 | Tommy Prothro   | vezetőedző    | 1955–1964 |
| 2008 | John Cooper     | edzőhelyettes | 1963–1964 |
| 2011 | Bill Enyart     | fullback      | 1967–1968 |
| 2019 | Dennis Erickson | vezetőedző    | 1999–2002 |
| 2022 | Mike Hass       | wide receiver | 2002–2005 |

## Visszavonultatott mezszámok
| Mezszám | Név         | Pozíció     | Szezonok  |
| ------- | ----------- | ----------- | --------- |
| 11      | Terry Baker | quarterback | 1959–1962 |

Ugyan hivatalosan nem vonultatták vissza, Al Reser filantrópra utalva az „AL” mezszámot is listázzák.

## Nevezetes egykori játékosok
Források:
- Aaron Thomas, NFL-játékos
- Bill Enyart, NFL-játékos
- Bill McKalip, NFL-játékos
- Bob Grim, NFL-játékos
- Bob Horn, linebacker
- Bronco Mendenhall, a Virginia Cavaliers egykori vezetőedzője
- Chad Johnson, wide receiver
- DeLawrence Grant, linebacker
- Esera Tuaolo, defensive tackle
- F. Wayne Valley, az Oakland Raiders alapítója
- George Svendsen, center
- Greg Marshall, defensive lineman
- James Allen, linebacker
- Joe Francis, quarterback
- Joe Phillips, defensive lineman
- Jonathan Smith, támadókoordinátor
- José Cortéz, NFL-játékos
- Ken Simonton, running back
- Len Younce, guard
- Lloyd Wickett, defensive lineman
- Lyle Moevao, edzőhelyettes
- Osia Lewis, edző
- Paul Lowe, running back
- Pellom McDaniels, defensive lineman
- Reggie Tongue, defensive back
- Robb Thomas, wide receiver
- Rocky Rasley, guard
- Sam Baker, NFL-játékos
- Skip Vanderbundt, linebacker
- Steve Preece, defensive lineman
- T. J. Houshmandzadeh, wide receiver
- Tar Schwammel, NFL-játékos
- Terrell Roberts, NFL-játékos
- Terry Baker, quarterback
- Vic Sears, NFL-játékos

## Fordítás
- Ez a szócikk részben vagy egészben  az   Oregon State Beavers football című angol Wikipédia-szócikk ezen változatának fordításán alapul.  Az eredeti cikk szerkesztőit annak laptörténete sorolja fel. Ez a jelzés csupán a megfogalmazás eredetét és a szerzői jogokat jelzi, nem szolgál a cikkben szereplő információk forrásmegjelöléseként.